# Shark! Hunting the Great White
Shark! Hunting the Great White (tạm dịch: Cá mập! Săn cá mập trắng vĩ đại) là trò chơi máy tính thuộc thể loại đi săn cá mập dưới dạng bắn súng góc nhìn thứ nhất do hãng Sunstorm Interactive phát triển và WizardWorks phát hành vào ngày 27 tháng 2 năm 2001.